# Андреевка (Прелестненское сельское поселение)
Андре́евка — село в Прохоровском районе Белгородской области, в составе Прелестненского сельского поселения, население 54 человека. В селе 1 улица — Андреевская.

## География
Андреевка расположена на севере области, в 6 км западнее райцентра Прохоровка, по левому берегу поймы реки Псёл, высота над уровнем моря 222 м. Ближайшие населённые пункты: примыкающая с востока Михайловка и в полукилометре западнее — Васильевка, ближайшая железнодорожная станция — Танковое Поле (на линии Курск — Белгород Юго-Восточной железной дороги) — в 4,5 км.

## История
Свою историю Андреевка, Прелестненского сельского поселения, начало еще в 1750-х годах. Образовано сыном Михаила Михайловича Ильинского - Андреем Михайловичем. В то время он числился в Белгородской губернской канцелярии на должности коллежского секретаря.  
Андреевка и Михайловка были составными частями слободы Прохоровки до конца  XVIII века, включая также Васильевку. После 1917 года образовались сельские советы, но Ольшанское волостное правление сохранилось. В 1929 году образовался первый  колхоз - им. Куйбышева. Начато строительство новых производственных объектов: конюшня, свиноферма, молочно товарная ферма, до этого времени в селе действовала только ветряная мельница. Открыла двери начальная школа. 
Велика Отечественная война не обошла стороной Андреевку. В 1941 году в октябре месяце фашисты оккупировали все близлежащие деревни (Васильевку, Андреевку, Михайловку), учинив грабеж мирного населения. Такие набеги захватчики совершали неоднократно, иногда жителям удавалось отбить свое имущество, уничтожая при этом врага. 
В 1943 году в ходе боев, Андреевка выгорела практически полностью. После военные годы были самые тяжелые для жителей деревни: уничтожение большего количества жителей, восстановление построек, налаживание быта, возделывание земли, восстание поголовья скота. Только к 1950-м годам в селе открыли больницу. В 1970-х больница закроется, а на ее базе будет работать летний детский сад. В 1985 году построили около десятка колхозных домов, работает мастерская для ремонта техники,  имеется МТФ.

## Население
| 2002 | 2010 |
| ---- | ---- |
| 57   | ↘50  |